# Omgång 2 i kvalspelet till världsmästerskapet i fotboll 2022 (Concacaf)
Omgång 2 i kvalspelet till världsmästerskapet i fotboll 2022 (Concacaf) är den andra av tre omgångar i Concacafs kvalspel till världsmästerskapet i fotboll 2022 i Qatar.

## Sammanfattning
| Concacaf – kvalomgång 2 | Concacaf – kvalomgång 2 | Concacaf – kvalomgång 2 | Concacaf – kvalomgång 2 | Concacaf – kvalomgång 2 |
| ----------------------- | ----------------------- | ----------------------- | ----------------------- | ----------------------- |
| Lag 1                   | Totalt                  | Lag 2                   | Möte 1                  | Möte 2                  |
| Saint Kitts och Nevis   | 0–6                     | El Salvador             | 0–4                     | 0–2                     |
| Haiti                   | 0–4                     | Kanada                  | 0–1                     | 0–3                     |
| Panama                  | 2–1                     | Curaçao                 | 2–1                     | 0–0                     |

## Matcher

### Saint Kitts och Nevis mot El Salvador
|             | 12 juni 2021 | Saint Kitts och Nevis | 0 – 4           | El Salvador                                                    | Warner Park                                 |                                             |
| 16:00 UTC−4 | 16:00 UTC−4  |                       | (0 – 3) Rapport | 3′, 27′ David Rugamas 20′ Joshua Pérez 64′ (str.) Darwin Cerén | Basseterre Domare: Kevin Morrison (Jamaica) | Basseterre Domare: Kevin Morrison (Jamaica) |
| 16:00 UTC−4 | 16:00 UTC−4  |                       |                 |                                                                | Basseterre Domare: Kevin Morrison (Jamaica) | Basseterre Domare: Kevin Morrison (Jamaica) |
| 16:00 UTC−4 | 16:00 UTC−4  |                       |                 |                                                                | Basseterre Domare: Kevin Morrison (Jamaica) | Basseterre Domare: Kevin Morrison (Jamaica) |

|             | 15 juni 2021 | El Salvador                       | 2 – 0           | Saint Kitts och Nevis | Estadio Cuscatlán                                |                                                  |
| 19:05 UTC−6 | 19:05 UTC−6  | Joshua Pérez 24′ Gerson Mayen 87′ | (1 – 0) Rapport |                       | San Salvador Domare: Keylor Herrera (Costa Rica) | San Salvador Domare: Keylor Herrera (Costa Rica) |
| 19:05 UTC−6 | 19:05 UTC−6  |                                   |                 |                       | San Salvador Domare: Keylor Herrera (Costa Rica) | San Salvador Domare: Keylor Herrera (Costa Rica) |
| 19:05 UTC−6 | 19:05 UTC−6  |                                   |                 |                       | San Salvador Domare: Keylor Herrera (Costa Rica) | San Salvador Domare: Keylor Herrera (Costa Rica) |

### Haiti mot Kanada
|             | 12 juni 2021 | Haiti | 0 – 1           | Kanada         | Stade Sylvio Cator                         |                                            |
| 17:00 UTC−4 | 17:00 UTC−4  |       | (0 – 1) Rapport | 14′ Cyle Larin | Port-au-Prince Domare: John Pitti (Panama) | Port-au-Prince Domare: John Pitti (Panama) |
| 17:00 UTC−4 | 17:00 UTC−4  |       |                 |                | Port-au-Prince Domare: John Pitti (Panama) | Port-au-Prince Domare: John Pitti (Panama) |
| 17:00 UTC−4 | 17:00 UTC−4  |       |                 |                | Port-au-Prince Domare: John Pitti (Panama) | Port-au-Prince Domare: John Pitti (Panama) |

|             | 15 juni 2021 | Kanada                                                      | 3 – 0           | Haiti | Seatgeek Stadium                              |                                               |
| 20:00 UTC−5 | 20:00 UTC−5  | Josué Duverger 46′ (sjm.) Cyle Larin 74′ Junior Hoilett 89′ | (0 – 0) Rapport |       | Bridgeview (USA) Domare: Rubiel Vazquez (USA) | Bridgeview (USA) Domare: Rubiel Vazquez (USA) |
| 20:00 UTC−5 | 20:00 UTC−5  |                                                             |                 |       | Bridgeview (USA) Domare: Rubiel Vazquez (USA) | Bridgeview (USA) Domare: Rubiel Vazquez (USA) |
| 20:00 UTC−5 | 20:00 UTC−5  |                                                             |                 |       | Bridgeview (USA) Domare: Rubiel Vazquez (USA) | Bridgeview (USA) Domare: Rubiel Vazquez (USA) |

### Panama mot Curaçao
|             | 12 juni 2021 | Panama                                    | 2 – 1           | Curaçao           | Estadio Nacional                                                      |                                                                       |
| 18:00 UTC−5 | 18:00 UTC−5  | Alberto Quintero 55′ Cecilio Waterman 77′ | (0 – 0) Rapport | 87′ Rangelo Janga | Panama City Publik: 7 000 Domare: Jaime Herrera Bonilla (El Salvador) | Panama City Publik: 7 000 Domare: Jaime Herrera Bonilla (El Salvador) |
| 18:00 UTC−5 | 18:00 UTC−5  |                                           |                 |                   | Panama City Publik: 7 000 Domare: Jaime Herrera Bonilla (El Salvador) | Panama City Publik: 7 000 Domare: Jaime Herrera Bonilla (El Salvador) |
| 18:00 UTC−5 | 18:00 UTC−5  |                                           |                 |                   | Panama City Publik: 7 000 Domare: Jaime Herrera Bonilla (El Salvador) | Panama City Publik: 7 000 Domare: Jaime Herrera Bonilla (El Salvador) |

|             | 15 juni 2021 | Curaçao | 0 – 0   | Panama | Ergilio Hato Stadium                    |                                         |
| 20:00 UTC−4 | 20:00 UTC−4  |         | Rapport |        | Willemstad Domare: Marco Ortíz (Mexiko) | Willemstad Domare: Marco Ortíz (Mexiko) |
| 20:00 UTC−4 | 20:00 UTC−4  |         |         |        | Willemstad Domare: Marco Ortíz (Mexiko) | Willemstad Domare: Marco Ortíz (Mexiko) |
| 20:00 UTC−4 | 20:00 UTC−4  |         |         |        | Willemstad Domare: Marco Ortíz (Mexiko) | Willemstad Domare: Marco Ortíz (Mexiko) |